# 楹联

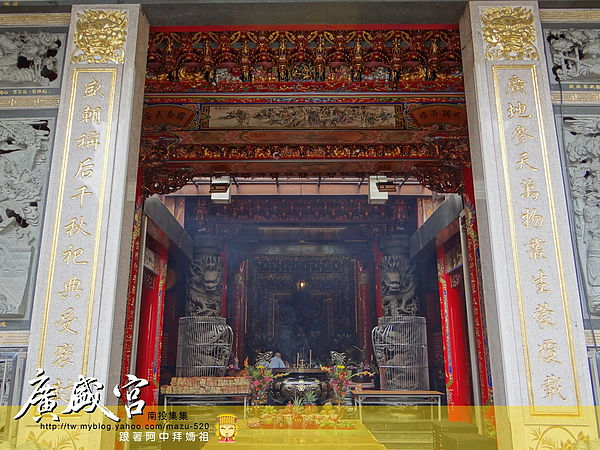
刻在楹柱上的楹聯

楹联，又称楹对、楹對子，是对联的一种，位于楹柱上。有些是直接書寫或雕刻於楹柱上，亦有些是在楹柱上掛上寫有對聯的牌。楹聯與位於門上的門聯不同。